# Jacob Hibshman
Jacob Hibshman (* 31. Januar 1772 bei Ephrata, Province of Pennsylvania; † 19. Mai 1852 ebenda) war ein US-amerikanischer Politiker. Zwischen 1819 und 1821 vertrat er den Bundesstaat Pennsylvania im US-Repräsentantenhaus.

## Werdegang
Jacob Hibshman besuchte die öffentlichen Schulen seiner Heimat und eine Privatschule in Harrisburg. Danach betätigte er sich zunächst in der Landwirtschaft. Zwischen 1810 und 1819 war er beisitzender Richter im Lancaster County. Politisch schloss er sich der Demokratisch-Republikanischen Partei an. Bei den Kongresswahlen des Jahres 1818 wurde er im dritten Wahlbezirk von Pennsylvania in das US-Repräsentantenhaus in Washington, D.C. gewählt, wo er am 4. März 1819 die Nachfolge von John Whiteside antrat. Da er im Jahr 1820 nicht bestätigt wurde, konnte er bis zum 3. März 1821 nur eine Legislaturperiode im Kongress absolvieren.
Nach dem Ende seiner Zeit im US-Repräsentantenhaus bekleidete Jacob Hibshman verschiedene lokale Ämter. So fungierte er beispielsweise als Vorsitzender des Board of Canal Appraisers. Zwölf Jahre lang war er Generalmajor in der Staatsmiliz von Pennsylvania. Im Jahr 1844 gründete er die Versicherungsgesellschaft Northern Mutual Insurance Co, deren erster Präsident er wurde. Er starb am 19. Mai 1852 auf seinem Anwesen nahe Ephrata.